# Zgornja Luša
Zgornja Luša – wieś w Słowenii, w gminie Škofja Loka. W 2018 roku liczyła 120 mieszkańców.